# Alois Irlmaier
Alois Irlmaier (Siegsdorf, 8 giugno 1894 – Freilassing, 26 luglio 1959) è stato un militare rabdomante, chiaroveggente e costruttore di pozzi tedesco.
Gli è stato attribuito l'uso di facoltà medianiche nella seconda guerra mondiale per identificare luoghi a rischio di bombardamento o nei quali si trovavano persone scomparse. Nel primo dopoguerra, avrebbe aiutato le forze di polizia a risolvere alcuni crimini.

## Biografia
Figlio di contadini, dal 1914 al 1916 fu arruolato come soldato nell'esercito tedesco. Nel 1920, sposò Maria Schießlinger con la quale crebbe quattro figli, uno dei quali era adottivo. Nel 1928, sperimentò per la prima volta le visioni e le proprie facoltà di rabdomante e si mise a lavorare in proprio come scavatore e costruttore di pozzi. Nel 1939, costruì una baracca nella quale durante il fine settimana dava gratuitamente udienza ad un crescente numero di persone che confidavano nei suoi noti doni spirituali.
Nel 1947, dopo sette condanne per frode e altre otto per debiti, fu nuovamente denunciato al tribunale locale di Laufen per frode e ciarlataneria, due reati che erano perseguiti dal codice penale bavarese fino al 1957. Nel corso del processo, due testimoni deposero contro il reo, affermando di non aver creduto fin all'inizio ad alcuna delle sue presunte profezie; altri cinque, invece, confermarono la veridicità delle sue interpretazioni. Dopo aver dato prova pubblica delle sue facoltà, fu scagionato dall'accusa di frode e da quella di ciarlataneria per l'assenza di prove certe. Il giudizio tenne conto anche della sua condotta complessiva, in merito alla quale la sentenza dichiarò «nel caso di specie, la corte non è in grado di affermare chiaramente che l'accusato sia un ciarlatano. Al contrario, questo non significa che le visioni dell'accusato ... in realtà derivassero da un dono profetico».
Nelle motivazioni della sentenza fu scritto anche che la qualità delle testimonianze di fatti inspiegabili con le leggi della natura era tale che era «impossibile chiamarlo ciarlatano».
Irlmaier morì di cancro al fegato nel 1959.